# Tisinec
Tisinec é um município da Eslováquia, situado no distrito de Stropkov, na região de Prešov. Tem 3,76 km² de área e sua população em 2018 foi estimada em 483 habitantes.

## Demografia
| Ano:        | 1994 | 2004    | 2014    | 2024    |
| ----------- | ---- | ------- | ------- | ------- |
| Broj ljudi: | 338  | 428     | 382     | 484     |
| Razlika:    |      | +26,62% | -10,74% | +26,70% |

| Ano:               | 2023 | 2024   |
| ------------------ | ---- | ------ |
| Número de pessoas: | 481  | 484    |
| Diferença:         |      | +0,62% |